# Anna Amelia Obermeyer
Anna Amelia Mauve (född Obermeyer), född 1907, död 2001, var en sydafrikansk botaniker som arbetade vid Botanical Research Institute i Pretoria. Hon katalogiserade mer än 4 000 växtexemplar från Kalahari- och Soutpansbergregionerna. Hon gjorde stora bidrag till tidskrifterna Flowering Plants of Africa och Bothalia.

## Biografi
Obermeyer föddes den 30 juli 1907 i Pretoria och gick på Oost Eind Skool (East End School). Hon tog sin examen på Transvaal University College, Pretoria. Hon var botaniker vid Transvaals museum från 1929 till 1938.
Obermeyer gifte sig med Anton Mauve 1938 och återvände inte till sitt arbete förrän 1957 när hon gick med i National Herbarium.  I själva verket återvände hon därmed till sitt ursprungliga jobb eftersom Transvaals botaniska samlingar hade överförts till National Herbarium 1953.
Hennes ansvarsområde vid National Herbarium var enhjärtbladiga kronblad och hon behöll denna position tills hon nådde pensionsåldern i juli 1972. I oktober 1972, efter en kort semester, återvände hon tillfälligt till Nationalherbariet och tolv år senare, 1984, utnämndes hon till senior jordbruksforskare. I augusti 1985 gick hon slutligen i pension och flyttade till Pinelands, Kapstaden. Hon dog den 10 oktober 2001 i Kapstaden.

## Forskningsområden
På Transvaals museum arbetade hon mest på Acanthaceae och i synnerhet Barleria, Blepharis och Petalidium. Hon katalogiserade en stor samling växter från Vernay-Lang-expeditionen  till Kalahari, vilket gav de första uppgifterna om floran i denna region.  Hon var också en del av en expedition, tillsammans med Schweickerdt och Verdoorn, till Soutpansbergs Salt Pan och skrev en redogörelse för den insamlade floran. 
År 1957 började hon arbeta med kronbladiga monokotblad, arbetade med att beskriva enskilda nya arter. Hon avslutade också en revision av Anthericum, Dipcadi och Lagarosiphon. Hon samlade mer än 4 000 prover på olika studiebesök i Sydafrika och Rhodesia i sällskap med VFM FitzSimons.